# Rhyacia minor
Rhyacia minor är en fjärilsart som beskrevs av Abel Dufrane 1930. Rhyacia minor ingår i släktet Rhyacia och familjen nattflyn. Inga underarter finns listade.